# Petrus Boele Jacobus Ferf
Petrus Boele Jacobus Ferf (Bergum, 9 januari 1854 - 's-Gravenhage, 29 april 1916) was een Nederlands politicus.

## Levensloop
Ferf was een progressieve liberaal van Friese afkomst, die na een opleiding tot notaris al op 25-jarige leeftijd burgemeester werd van de gemeente Westzaan en een jaar later tevens van Koog aan de Zaan. 
Daarna was hij vijfentwintig jaar gedeputeerde van de provincie Noord-Holland en eenentwintig jaar lid van de Tweede Kamer als afgevaardigde van Hoorn voor de Liberale Unie. 
Hij was een aanhanger van Tak van Poortvliet, die toch voor de Kieswet-Van Houten stemde. Hij was woordvoerder over landbouw en visserij en in de Eerste Kamer over binnenlands bestuur.